# Sol-Iletsk
Sol-Iletsk (del ruso: Соль-Иле́цк) es una ciudad rusa del óblast de Oremburgo. Situada en el margen derecho del río Ilek (afluente del Ural) a 77 km al sur de Oremburgo.

## Historia y etimología
La villa fue establecida en el siglo XVII como asentamiento cosaco. A mediados del siglo XVIII la población fue renombrada por Iletskaya Zashchita tras el levantamiento de fortificaciones. En el siglo XIX volvería a cambiar el nombre por el de Iletsk y en 1945 le sería añadida Sol tal como se conoce a la ciudad desde entonces.

## Demografía
| Gráfica de evolución de Sol-Iletsk entre 1897 y 2020 |
|                                                      |
| Fuente:                                              |